# 호세 쿠라

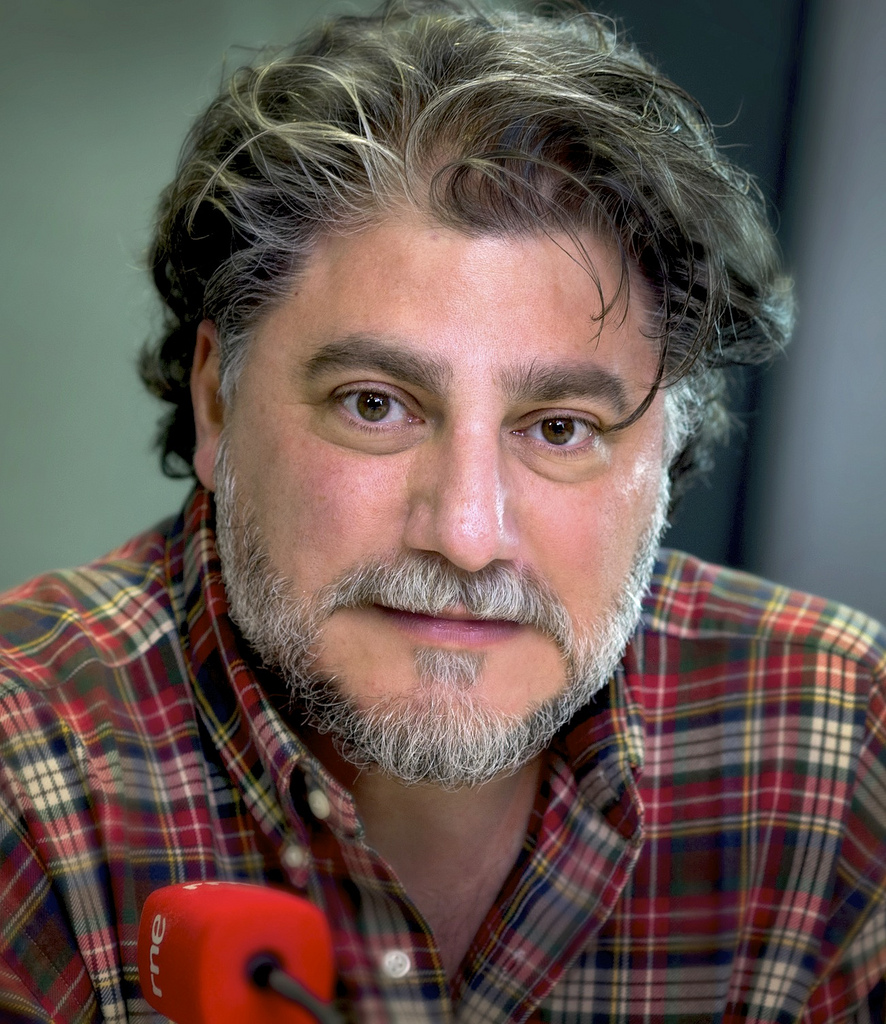
호세 쿠라

호세 쿠라(스페인어: José Luis Victor Cura Gomez, 1962년 12월 5일 ~ )는 아르헨티나의 테너 가수이다.
굵고 힘차며 영웅적인 목소리로 드라마틱 테너로 분류된다.